# Mounji Boucetta
Mounji Boucetta (...) è un lottatore tunisino, specializzato nella lotta greco-romana e libera. È stato per tre volte vicecampione continentale nello stile greco-romano, nonché vincitore di un bronzo.

## Palmarès
| Anno | Manifestazione      | Sede                 | Evento   | Risultato | Note |
| ---- | ------------------- | -------------------- | -------- | --------- | ---- |
| 1981 | Campionati africani | Nabeul               | GR 74 kg | Argento   |      |
| 1981 | Campionati africani | Nabeul               | LL 74 kg | 5º        |      |
| 1982 | Campionati africani | Casablanca           | GR 74 kg | Argento   |      |
| 1983 | Campionati arabi    | Casablanca           | GR 74 kg | Argento   |      |
| 1983 | Campionati arabi    | Casablanca           | LL 74 kg | Argento   |      |
| 1984 | Campionati africani | Alessandria d'Egitto | GR 74 kg | Bronzo    |      |
| 1984 | Campionati africani | Alessandria d'Egitto | LL 74 kg | 5º        |      |
| 1985 | Campionati africani | Casablanca           | GR 82 kg | Argento   |      |
| 1985 | Campionati africani | Casablanca           | LL 82 kg | 4º        |      |
| 1988 | Campionati africani | Tunisi               | GR 82 kg | 6º        |      |